# Hombres que tienen sexo con hombres

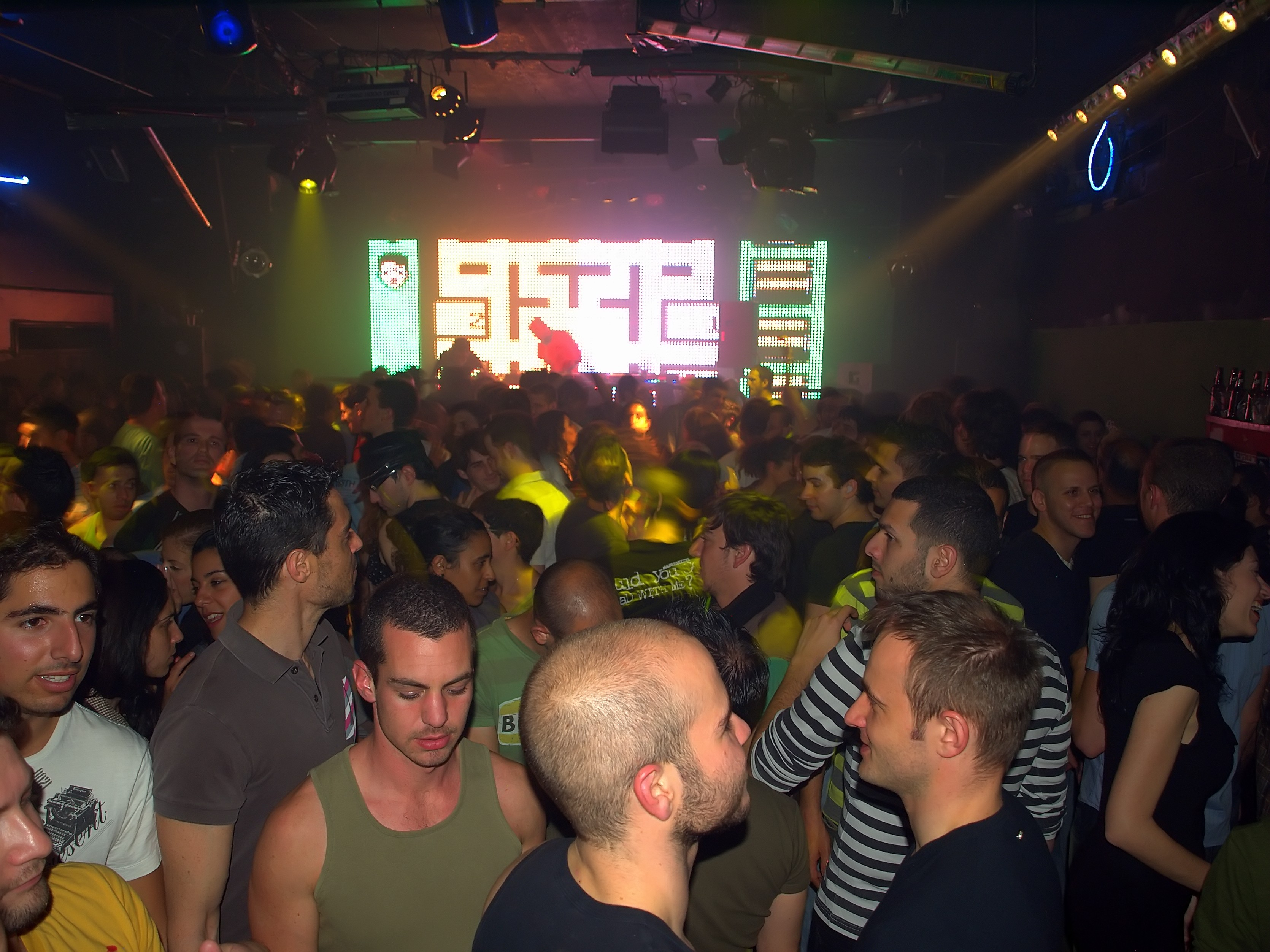
Algunos hombres que tienen relaciones sexuales con personas de su mismo sexo (la foto muestra a los clientes de un bar gay de la ciudad israelí de Tel Aviv) nunca se identificarían a sí mismos como hombres que tienen sexo con hombres. Se trata de un término científico utilizado casi exclusivamente en textos académicos o en informes oficiales.

Los hombres que tienen sexo con hombres (HSH, o en inglés: MSM, de Men who have sex with men) son personas del sexo masculino que participan en actividades sexuales con miembros de su mismo sexo, independientemente de la orientación sexual con la que ellos se autodefinan. Pueden definirse a sí mismos como homosexuales, bisexuales, heterosexuales, pansexuales o evitar por completo categorizarse en una orientación sexual.
El término HSH fue acuñado en la década de 1990 por algunos epidemiólogos que estudiaban la propagación de las infecciones de transmisión sexual en aquellos varones que, independientemente de la orientación sexual, tenían relaciones sexuales con otros varones. La atracción sexual o romántica entre hombres se puede denominar también aquileana.
Hoy en día, el uso de las siglas HSH es frecuente en la literatura médica y en la investigación social para describir a estos varones como grupo en los estudios de investigación sin considerar cuestiones de orientación sexual. El término no describe alguna actividad sexual específica, y las actividades que son abarcadas por este dependen del contexto.

## Como categoría de conducta
Este concepto de conducta proviene de dos perspectivas académicas distintas. En la primera, los epidemiologistas buscaban categorías de conducta que ofrecieran mejores conceptos analíticos para el estudio de riesgo de enfermedades que categorías basadas en identidad (como «gay», «bisexual» o «heterosexual»), porque un hombre que se identifica a sí mismo como gay o bisexual no necesariamente es sexualmente activo con hombres, y alguien que se identifica como heterosexual puede ser sexualmente activo con hombres. En la segunda, su uso está atado a la crítica de los términos de identidad sexual, la cual es predominante en la literatura de construcción social, y que típicamente rechazó el uso de conceptos basados en identidad a través de los contextos históricos y culturales. El periódico HuffPost postula que el término HSH fue creado por Cleo Manago, el hombre a quien también se le acredita el haber acuñado el término amante del mismo género.
Los HSH no están limitados a sub-poblaciones pequeñas, autoidentificadas y visibles. HSH y gay se refieren a dos cosas distintas: conductas e identidades sociales. HSH se refiere a las actividades sexuales entre hombres, independientemente de como se identifiquen, mientras que gay puede incluir esas actividades pero, en general, es visto más como una identidad cultural. Homosexualidad se refiere a la atracción romántica/sexual entre miembros del mismo sexo y puede o no incluir relaciones románticas. Gay es una identidad social y es generalmente el término social preferido, mientras que homosexual es usado en contextos formales, aunque los términos no son completamente intercambiables. Los hombres que son no heterosexuales o que cuestionan su sexualidad pueden identificarse con todos, ninguno, una combinación de estos, o uno de los términos más nuevos que indiquen una identidad sexual, romántica y cultural similar como bi-curioso.
En su evaluación del conocimiento acerca de las redes y conductas sexuales de HSH en Asia, Dowsett, Grierson y McNally concluyeron que la categoría de HSH no corresponde a una única identidad social en ninguno de los países que ellos estudiaron. No hubo rasgos similares en toda la población de HSH estudiada aparte de ser del sexo masculino y participar en actividades sexuales con otros individuos del mismo sexo.
En algunos países, las relaciones homosexuales pueden ser ilegales o tabú, provocando que los HSH sean difíciles de contactar.

### Aplicado a individuos transgénero
El uso preciso del término y su definición han variado con respecto a las mujeres transgénero, gente que nació del sexo masculino o con genitales ambiguos que se autoidentifican como mujeres. Algunas fuentes consideran como HSH a las mujeres trans que tienen sexo con personas del sexo masculino, otras las consideran «junto a» los HSH, y otras son internamente inconsistentes (definiendo a las mujeres transgénero como HSH en un lugar pero refiriéndose a «HSH y transgénero» en otro).

## Prevalencia
Determinar el número de hombres que alguna vez han tenido sexo con otro hombre es difícil. A nivel mundial, al menos 3% de los hombres, y quizá hasta el 16% de los hombres, ha tenido sexo con otro hombre en alguna ocasión.
En los Estados Unidos, entre los hombres de 15 a 44 años, un estimado del 6% ha participado en sexo oral o anal con otro hombre en algún momento de sus vidas, y aproximadamente el 2.9% ha tenido al menos un compañero sexual del sexo masculino en los 12 meses anteriores.

## Prácticas sexuales

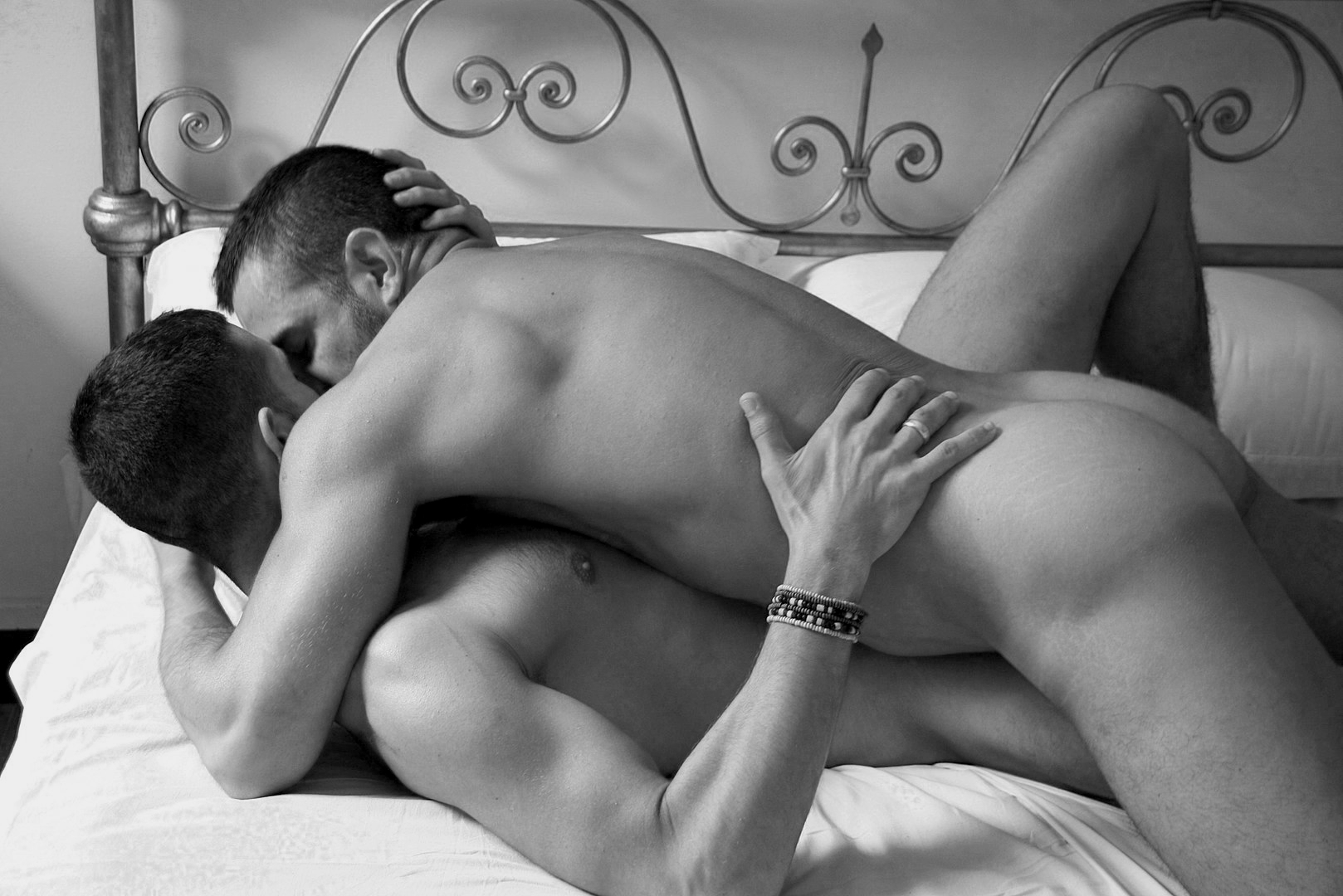
Dos hombres abrazándose y besándose íntimamente.

Históricamente, el sexo anal ha sido popularmente asociado con la homosexualidad masculina y los HSH. Muchos HSH, sin embargo, no practican el sexo anal, y pueden realizar sexo oral o varias formas de sexo sin penetración como frot, frottage, masturbación mutua, besos y masajes eróticos, en su lugar. Estas actividades pueden ser realizadas en varias posturas sexuales. Entre hombres que tienen sexo anal con otros hombres, a quien realiza la penetración se le llama activo, a quien es penetrado se le llama pasivo, y quien disfruta realizar cualquiera de los dos roles es conocido como versátil.

## Cuestiones de salud
Si bien las instituciones de salud emiten recomendaciones en general para la población que es sexualmente activa, existen programas específicos con el fin de promover la salud física y mental de los HSH. 
La institución Centros para el Control y Prevención de Enfermedades (CCPEEU) afirma que:

El estigma, la homofobia y la discriminación afectan la salud y el bienestar de los hombres homosexuales y bisexuales, y pueden evitar que busquen y reciban servicios de salud de alta calidad, incluidas las pruebas de VIH, el tratamiento y otros servicios de prevención. Estos problemas colocan a los hombres homosexuales y bisexuales en mayor riesgo de contraer el VIH.

Algunas de las recomendaciones de instituciones de salud, que pueden ser de utilidad para todas las personas sexualmente activas, pero que pueden tener mayor relevancia para los HSH incluyen:
- Utilizar protección en las relaciones sexuales, especialmente durante el coito anal. Se recomienda el uso del condón acompañado de lubricante con base de agua.
- Vacunarse para prevenir hepatitis A, hepatitis B y el virus del papiloma humano.
- Realizarse pruebas cada cierto tiempo para detectar si se padece alguna infección de transmisión sexual, y obtener el tratamiento adecuado en caso de ser necesario.
- Tener una relación monógama estable.
- Evitar el consumo de alcohol y de drogas recreativas durante la actividad sexual, ya que su uso puede aumentar la probabilidad de participar en prácticas sexuales de alto riesgo.
- Consultar a profesionales de la salud con los que se sientan cómodos al hablar sobre su actividad sexual.
- Cuidar la salud mental, ya sea hablando con amigos o consultando a un profesional calificado.[21][22]

### Organizaciones y políticas públicas
Dado que las personas gais y lesbianas comenzaron a organizarse por sus derechos, el acceso a la atención sanitaria de igualdad sigue siendo una cuestión importante, pero en ocasiones tiene menor relevancia. Las organizaciones de salud específicas para la comunidad gay-lésbica, entre ellas organizaciones de beneficencia, educan en temas específicos, clínicas de salud, e incluso se han creado organizaciones profesionales para las personas gais y lesbianas, y sus aliados. Muchos de ellos han abogado por cambios específicos de las diferentes prácticas gubernamentales, y en los esfuerzos en curso para legalizar el matrimonio entre personas del mismo sexo. A menudo se ven ejemplos del hecho de que las personas gais y lesbianas no obtienen cobertura de salud idéntica a la que obtienen las personas heterosexuales.

### Infecciones de transmisión sexual
Los HSH tienen dos formas principales de actividad sexual que implican los mayores riesgos, el sexo anal sin protección y la eyaculación en la boca del compañero durante el sexo oral, aunque no todos los HSH participan en estas actividades.
Una pareja heterosexual tiene las mismas posibilidades de contraer VIH que dos hombres que tengan sexo. En general, la persona que reciba el semen está en mayor riesgo de contraer el VIH debido a que el revestimiento del recto es fino y puede permitir la entrada del virus en el cuerpo durante el sexo anal. Sin embargo, una persona que inserta su pene en una pareja que tiene la infección también está en riesgo porque el VIH puede entrar a través de la uretra o a través de incisiones pequeñas, abrasiones o llagas abiertas en el pene. Además, es más probable que los preservativos se rompan durante el sexo anal que durante el sexo vaginal cuando no se acompañan con lubricante íntimo que sea compatible con el látex, por lo que es aconsejable el uso de lubricantes con base de agua (los lubricantes con base de aceite pueden dañar el látex del preservativo).

#### VIH/sida
El sida (síndrome de inmunodeficiencia adquirida) es una enfermedad del sistema inmune humano causado por el VIH (virus de inmunodeficiencia humana). El VIH puede infectar a cualquier persona, independientemente de cuál sea su sexo biológico, su origen étnico o su orientación sexual. En todo el mundo, aproximadamente el 5–10% de las infecciones por VIH son el resultado de las relaciones sexuales entre varones. Específicamente en los Estados Unidos, «los hombres que han tenido relaciones sexuales con hombres desde 1977 presentan una prevalencia de casos de VIH (el número total de casos de la enfermedad que está presente en una población en un punto específico en el tiempo) que es 60 veces superior a la de la población en general».
En 2007, la mayor proporción estimada del VIH/sida que se diagnostica entre adultos y adolescentes en los Estados Unidos eran hombres que tienen sexo con hombres (HSH). Esta categoría representaba el 53% de los diagnósticos generales y el 71% de entre los varones.
De conformidad con un estudio del CDC, la prevalencia del VIH en la población de los Estados Unidos HSH varía ampliamente según el origen étnico.En los Estados Unidos en 2004, los comportamientos de riesgo más altos de transmisión fueron relaciones sexuales entre hombres (40–49% de los nuevos casos) y relaciones sexuales heterosexuales de alto riesgo (32–35% de los casos nuevos). La infección por VIH está aumentando a una tasa del 12% al año entre los hombres estadounidenses de 13 a 24 años de edad que tienen sexo con hombres. Los expertos atribuyen esto a la «fatiga del sida», debido a los jóvenes que no tienen ninguna memoria de la peor fase de la epidemia en la década de 1980 y principios de los años 1990, y también debido a la «fatiga de condón» entre aquellos que se han cansado y desilusionado con el mensaje implacable de sexo seguro. El aumento también puede ser causa de nuevos tratamientos. En los países en vías de desarrollo, las tasas de infección por VIH han venido aumentando entre los HSH. Los estudios han encontrado que menos del 5% de los HSH en África, Asia y América Latina tienen acceso a los servicios de atención de la salud relacionados con el VIH.

##### Prevención del VIH con PrEP
La profilaxis preexposición para el VIH (PrEP) es el uso de medicamentos para prevenir la transmisión del VIH en personas que todavía no han sido expuestas al virus. Cuando se usa según las indicaciones, la PrEP ha demostrado ser altamente efectiva, reduciendo el riesgo de contraer VIH hasta 99%. La Unión Europea y numerosos países han aprobado el uso de PrEP para la prevención del VIH/sida, incluyendo Estados Unidos, Corea del Sur, Francia, Noruega, Australia, Israel, Canadá, Kenia, Sudáfrica, Perú, Tailandia y Taiwán. Nueva Zelanda fue uno de los primeros países en financiar públicamente la PrEP para la prevención de VIH en marzo de 2018.

#### Otras infecciones de transmisión sexual
Según CCPEEU, los hombres que tienen sexo con otros hombres tienen una probabilidad más alta de contraer hepatitis viral y, aproximadamente, 10% de las nuevas infecciones de hepatitis A y 20% de todas las nuevas infecciones de hepatitis B en los Estados Unidos son entre hombres gay y bisexuales. Aproximadamente un tercio de la población mundial, más de 2000 millones de personas, están infectadas con el virus de la hepatitis B (VHB). La hepatitis B es una enfermedad causada por el VHB que infecta el hígado y causa una inflamación llamada hepatitis.
Tienen un aumento de la incidencia y la prevalencia de infecciones de transmisión sexual, incluyendo el herpes, virus asociado al sarcoma de Kaposi y la sífilis. Esto sigue un aumento de enfermedades de transmisión sexual entre los hombres que tienen sexo con hombres en los Estados Unidos.
Causada por la infección por Treponema pálidum, la sífilis se transmite de persona a persona por contacto directo por una herida, que se produce principalmente en los genitales externos o en la vagina, el ano o el recto. Las llagas también pueden ocurrir en los labios y en la boca. La transmisión del organismo se produce durante el sexo vaginal, anal u oral. En 2006, el 64% de los casos notificados en los Estados Unidos eran entre los hombres que tienen sexo con hombres. Esto es coherente con un aumento en la incidencia de la sífilis entre HSH en otras naciones desarrolladas, atribuido por autores de Australia y el Reino Unido al aumento de las tasas de relaciones sexuales sin protección en la comunidad HSH.
El virus del papiloma humano (VPH) es un virus común en la gente que es sexualmente más activa y lo tendrá en algún momento de sus vidas. Se pasa a través del contacto genital y también se encuentra en las áreas que los condones no cubren. La mayoría de los hombres que contraen VPH de cualquier tipo nunca desarrolla síntomas o problemas de salud. Algunos tipos de VPH pueden causar verrugas genitales, cáncer de pene o el cáncer anal. Los hombres con sistema inmunológico comprometido tienen más probabilidades que otros hombres a desarrollar cáncer anal. Los hombres con VIH tienen también más probabilidades de adquirir enfermedades severas de las verrugas genitales que son difíciles de tratar.

### Salud mental
Según Centros para el Control y Prevención de Enfermedades, la mayoría de los hombres gay y bisexuales tienen y mantienen una buena salud mental, aunque investigaciones sugieren que tienen un riesgo mayor de padecer problemas de salud mental. El estigma y la homofobia pueden tener consecuencias negativas en su salud. Comparados con otros hombres, los hombres gay y bisexuales tienen mayor probabilidad de padecer depresión y ansiedad.